# Et ils eurent beaucoup d'enfants
Et ils eurent beaucoup d'enfants (Happily Ever After: Fairy Tales for Every Child) est une série d'animation américaine en 39 épisodes de 30 minutes, diffusée entre le 12 mars 1995 et le 18 juillet 2000 sur HBO.

## Fiche technique
Sauf indication contraire, les informations mentionnées dans cette section peuvent être confirmées par la base de données cinématographiques IMDb,  présente dans la section « Liens externes ».
- Titre original : Happily Ever After: Fairy Tales for Every Child
- Réalisation : Vincent Waller, Anthony Bell, Bruce W. Smith et Ed Bell, Celia Kendrick
- Scénario : Doug Molitor, Gordon Lewis, John Piroman, Michael Din, Susan Kim, Joe Menendez, Daryl G. Nickens, Gerard Brown, Raoul Gonzales, Barry Douglas, Billy Stevenson, Eddie Fieldman, Nelson George, Molly Ivins, Tama Janowitz, Anna Quindlen, Dani Shapiro, Oscar Wilde, Anne Beatts, Roy Blount Jr., Bebe Moore Campbell, Lance Grouther, Washington Irving, Erica Jong, Ali LeRoi, Katy McLaughlin, Frères Grimm et Michael Maren
- Photographie :
- Musique : Larry Brown, Sam Winans, Alexina Louie, Stephen James Taylor, Dennis C. Brown, Kevin Kiner, Megan Cavallari et Andrew Rollins
- Casting : Eileen Mack Knight et Meredith Behrend
- Montage : John Price, Julie Ann Lau, Thomas Syslo, Richard Allen, Lynne Southerland et Ann Hoyt
- Décors :
- Costumes :
- Animation : Vincent Waller, Horseman Cao et Ric Jamlig
- Producteur : Libby Simon et Lynne Southerland
  - Producteur délégué : Donna Brown Guillaume, Thomas L. Wilhite, Meryl Marshall, Carole Rosen, Willard Carroll, Susan Benaroya et William Carroll
  - Producteur associé : Katy McLaughlin et Katie Nartonis
- Sociétés de production : Hyperion Animation, Two Oceans Entertainment Group, Confetti Entertainment Company et HBO
- Société de distribution : Warner Bros. Television Studios
- Chaîne d'origine : HBO
- Pays d'origine :  États-Unis
- Langue originale : anglais
- Genre : Animation
- Durée : 30 minutes

## Distribution

### Acteurs principaux et secondaires
- Robert Guillaume : le narrateur
- Liz Torres : plusieurs personnages
- Edward James Olmos : plusieurs personnages
- Sinbad : plusieurs personnages
- Amy Hill : Ma-Ma
- Rosie Perez : plusieurs personnages
- Keone Young : plusieurs personnages
- Denice Kumagai : plusieurs personnages
- David Alan Grier : plusieurs personnages
- John Wesley : plusieurs personnages
- Brian Tochi : le prince charmant

### Invités
- Jimmy Smits : le vieux roi et le Prince Philippe
- Jasmine Guy : Lylah
- Jenifer Lewis : la veuve-noire
- Phil LaMarr : un magistrat
- Bronson Pinchot : le tueur de baleine
- Jackée Harry : la femme du géant
- Debbie Allen : Lola
- Denzel Washington : Crooked
- Whoopi Goldberg : Gooseberg
- George Wallace : Baba Mustafa
- Marla Gibbs : la grand-mère
- Tisha Campbell : Goldie
- Tommy Davidson : Cassim
- B. D. Wong : Aladin
- James Hong : Ba-Ba
- George Takei : Change
- Steve Park : Dong
- Paul Rodriguez : le bouffon de la cour
- Margaret Cho : Hul Muh Ni
- Gedde Watanabe : l'Empereur
- Tone Loc : Desmond Bear
- Carlos Mencia : Poncho
- Julia Migenes : Evelina
- Raven-Symoné : Goldilocks
- Rick Najera : Prince Pepito
- Tim Lounibos : Chow-Yun
- Buffy Sainte-Marie : le miroir magique
- John Ratzenberger : Hinky
- Jurnee Smollett-Bell : Ali Baba
- Sharon Stone : Henny Penny
- Pam Grier : le rossignol de l'Empereur
- Cyndi Lauper : Pidge
- Loretta Lynn : Deli Porkchop
- Daphne Zuniga : Cendrillon
- Richard Moll : Dinky
- Bruno Kirby : The Great One
- Gladys Knight : Chocolate
- Ed Koch : Happy Prince
- Johnnie Cochran Jr : Foxy Woxy
- Greg Kinnear : Prince Gavin
- Raquel Welch : La Madrasta
- Graham Greene : l'ours brun
- Samuel L. Jackson : le maire
- David Hyde Pierce : Puss
- Courteney Cox : Emerald Salt Pork
- Dionne Warwick : Miss Kitty
- Alan Dershowitz : le chamberlain
- Beau Bridges : roi Big Daddy
- Harvey Fierstein : Mme Leaperman
- Regis Philbin : Jack
- Grant Shaud : Toadey
- Phil Hartman : le présentateur du jeu télévisé
- Tyra Banks : Barbie Q. Pepper
- Mary Hart : Lucy Goosey
- George Clinton : Scratchmo
- Sônia Braga : Esmeralda
- Dean Cain : Kuhio
- Kathie Lee Gifford : Jill
- Sandra Oh : Breadcrumb
- Julie Brown : Lottie Bologna
- Antonio Sabàto, Jr. : Mario
- Pat Morita : Roi Makahana
- Nell Carter : Mary
- Chita Rivera : Katy
- Carol Ann Susi : le troisième pigeon
- Zahn McClarnon : le loup gris
- Lauren Tom : Little Miss Muffet
- Ana Alicia : la fille de l'homme d'affaires
- Julio Oscar Mechoso
- Ming-Na : Lani
- Wesley Snipes
- Dave Chappelle : Spider
- Peter Renaday : Pig Daddy
- Burr DeBenning
- Robert Pastorelli : Sergent Louie
- Michael Horse : Sharp Flint
- Steven Wright : Bogeyman
- Camille Winbush : une enfant
- Danny Glover : le roi
- James Earl Jones : Dakkar
- Cree Summer : Princesse Ebène
- Vanessa A. Williams : Beauty
- LeVar Burton : un moine
- Cheech Marin : Alberto
- Ricardo Montalbán : roi Carlos
- Lucie Arnaz : reine Maria
- Jacob Vargas : prince Luis
- Dawnn Lewis : Princesse Songe
- Gregory Hines : prince Koro
- Paul Winfield : le père
- Peter Jason : le trésorier royal
- Jay Leno : Jay la grenouille
- Roscoe Lee Browne : Friar Ferdinand
- Harry Belafonte : le magicien
- Meshach Taylor : le bûcheron
- Mark Curry : le géant
- Sherman Hemsley : Miller
- Barry Shabaka Henley : un géant
- Robert Townsend : Rumpelstiltskin
- Duane Martin : le prince
- Zakes Mokae : M. Bakoosa
- Carmen Zapata : la septième fée
- Deedee Magno : la princesse invitée au dîner
- Hazelle Goodman : la femme du bûcheron
- Donald Fullilove : un ami
- Branford Marsalis : Branford la grenouille
- Will Smith : Pinocchio
- Sara Rue : la jeune sœur
- Tia Carrere : Mija
- Lou Diamond Phillips : Coatl
- María Conchita Alonso
- Alfre Woodard
- Héctor Elizondo : le roi
- Loretta Devine : la mère
- Chris Rock : Woody
- Blair Underwood : Midas
- Ben Vereen : le serpent
- Joan Chen : princesse Jade
- Cary-Hiroyuki Tagawa : roi Young-Jin
- A Martinez : l'Empereur
- Meagen Fay : le sœur aînée
- Avery Brooks : roi Maximus
- Daisy Fuentes : princesse Daisy
- James Avery : le père
- Alfonso Ribeiro : Kephra
- Charles S. Dutton : vieux Georges
- Wanda De Jesus : Xochitl
- Garrett Morris : Buzzard
- Jesse Borrego : Tanatiuh
- Della Reese : la fée bleue
- Vanessa Bell Calloway : princesse Katusha
- Franklyn Ajaye : Sporty
- Sugar Ray Leonard : Axel
- Lou Rawls : Bat
- Rickey D'Shon Collins
- Jennifer Holliday
- Jon Secada : Juan Carlos
- Will Ferrell : Mamet
- Marlon Wayans : Bad Bobby
- Shawn Wayans : Bad Bobby
- Brent Jennings : Farouk
- Rudy Giuliani : Earl
- Henry Kissinger : Ducky Daddles
- Jesse Jackson : Cocky Locky
- Geraldine Ferraro : Merle
- Angie Dickinson : détective
- Daphne Rubin-Vega : Little Juanita

## Épisodes

### Saison 1
1. Jack and the Beanstalk (Jack et les Haricots Magiques)
2. Little Red Riding Hood (Le Petit Chaperon Rouge)
3. Hansel and Gretel (Hansel et Gretel)
4. The Emperor's New Clothes (Les Habits Neufs de l’Empereur)
5. Rumpelstiltskin (Nain Tracassin)
6. The Frog Prince (Le Roi Grenouille)
7. Sleeping Beauty (La Belle au Bois Dormant)
8. Rapunzel (Raiponce)
9. The Valiant Little Tailor (Le Vaillant Petit Tailleur)
10. Cinderella (Cendrillon)
11. Beauty and the Beast (La Belle et la Bête)
12. Snow White (Blanche-Neige)
13. The Princess and the Pea (La Princesse au Petit Pois)

### Saison 2
1. Pinocchio (Les Aventures de Pinocchio)
2. Thumbelina (Poucelina)
3. Puss in Boots (Le Chat Botté)
4. The Pied Piper (Le Joueur de Flûte de Hamelin)
5. The Twelve Dancing Princesses (Le Bal des Douze Princesses)
6. The Golden Goose (L’Oiseau d’Or)
7. The Little Mermaid (La Petite Sirène)
8. Goldilocks and the Three Bears (Boucles d’Or et les Trois Ours)
9. The Fisherman and His Wife (Le Pêcheur et sa Femme)
10. Aladdin (Aladdin ou La Lampe Merveilleuse)
11. The Elves and the Shoemaker (Les Nains Magiques)
12. King Midas and the Golden Touch (Le Roi Midas)
13. Mother Goose: A Rapping and Rhyming Special (Les Contes de ma Mère l’Oye)

### Saison 3
1. The Three Little Pigs (Les Trois Petits Cochons)
2. Ali Baba and the Forty Thieves (Ali Baba et les Quarante Voleurs)
3. The Bremen Town Musicians (Les Musiciens de Brême)
4. The Empress (L’Impératrice)
5. The Happy Prince (Le Prince Heureux)
6. Henny Penny (Le Ciel Tombe)
7. La Princesse-Grenouille (La Princesse-Grenouille)
8. Rip Van Winkle (Rip Van Winkle)
9. La Reine des neiges (La Reine des Neiges)
10. The Steadfast Tin Soldier (Le Stoïque Soldat de Plomb)
11. Robinita Hood (Robine des Bois)
12. Aesop's Fables: A Whodunit Musical (Fables d’Ésope)